# South Jordan
South Jordan is een plaats (city) in de Amerikaanse staat Utah, en valt bestuurlijk gezien onder Salt Lake County.

## Demografie
Bij de volkstelling in 2000 werd het aantal inwoners vastgesteld op 29.437.
In 2006 is het aantal inwoners door het United States Census Bureau geschat op 44.009, een stijging van 14572 (49.5%).

## Geografie
Volgens het United States Census Bureau beslaat de plaats een oppervlakte van
54,4 km², waarvan 54,0 km² land en 0,4 km² water.

## Plaatsen in de nabije omgeving
De onderstaande figuur toont nabijgelegen plaatsen in een straal van 12 km rond South Jordan.